# Myliobatidae
Die Myliobatidae sind eine Familie zum Teil sehr großer Rochen, die in tropischen und subtropischen Regionen leben. 

## Merkmale
Myliobatidae-Arten sind große bis sehr große Rochen. Ihre rhombische Körperscheibe kann zusammen mit den flügelartigen Brustflossen eine Breite von drei Metern erreichen. Der eigentliche Rumpf ist kräftig und dick; der Kopf ist schmal und steht deutlich hervor. Die Augen und die Spritzlöcher sitzen seitlich am Kopf. Letztere sind von oben nicht sichtbar. Das an der Kopfunterseite befindliche Maul ist breit und hat sechs bis zehn (in den meisten Fällen sieben) Zahnreihen in jedem Kiefer. Die mittlere Zahnreihe ist immer die breiteste. Die Zahnplatten von Ober- und Unterkiefer sind ähnlich geformt. Die Nasalhaut ist gerade oder leicht gewellt und nicht eingebuchtet wie bei Aetobatus. Der vordere Rand der breiten Brustflossen liegt unterhalb der Augen. Ihre äußeren Enden sind schmal abgerundet, die hinteres Enden sind winkelig, manchmal auch zugespitzt. Auf dem vorderen Schwanzbereich befindet sich eine kleine Rückenflosse, deren hinteren Ende ebenfalls am Schwanz angewachsen also nicht frei ist. Die Rückenflosse beginnt bei der Gattung Aetomylaeus vor den Enden der Bauchflossen, bei der Gattung Myliobatis liegt sie hinter den Enden der Bauchflossen. Der Schwanz ist immer viel länger als die Körperscheibe und peitschenartig. Die Schwanzbasis ist schmal. Schwanzstacheln sind bei den meisten Arten vorhanden, fehlen aber bei den meisten Aetomylaeus-Arten.

## Gattungen und Arten
- Gattung Aetomylaeus Garman, 1908 (Synonym, Pteromylaeus Garman, 1913)

Die Brustflossen beginnen unterhalb des Augenlevels und sind daher deutlich von der Schnauze getrennt. Ein Schwanzflossenstachel kann vorhanden sein oder fehlen; wenn vorhanden ist er üblicherweise nicht stark entwickelt.

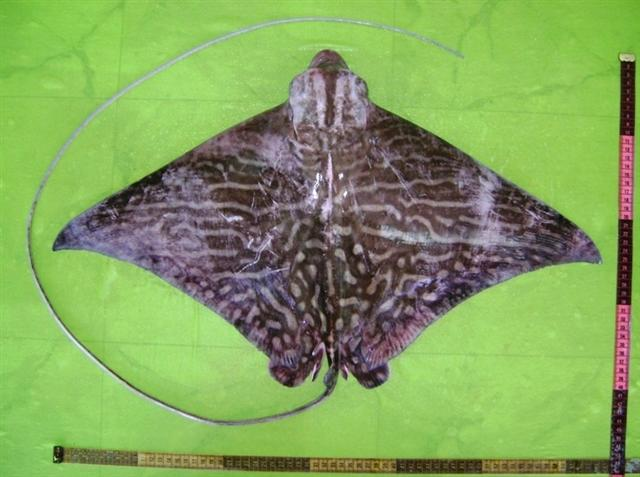
Aetomylaeus maculatus

- Aetomylaeus asperrimus (Gilbert, 1898)
- Entenschnabelrochen (Aetomylaeus bovinus (Geoffroy Saint-Hilaire, 1817))
- Aetomylaeus caeruleofasciatus White et al., 2015
- Aetomylaeus episcopus (Valenciennes, 1844)
- Aetomylaeus maculatus (Gray, 1832)
- Aetomylaeus milvus (Müller & Henle, 1841)
- Aetomylaeus nichofii (Bloch & Schneider, 1801)
- Aetomylaeus vespertilio (Bleeker, 1852)
- Aetomylaeus wafickii Jabado, Ebert & Al Dhaheri, 2022

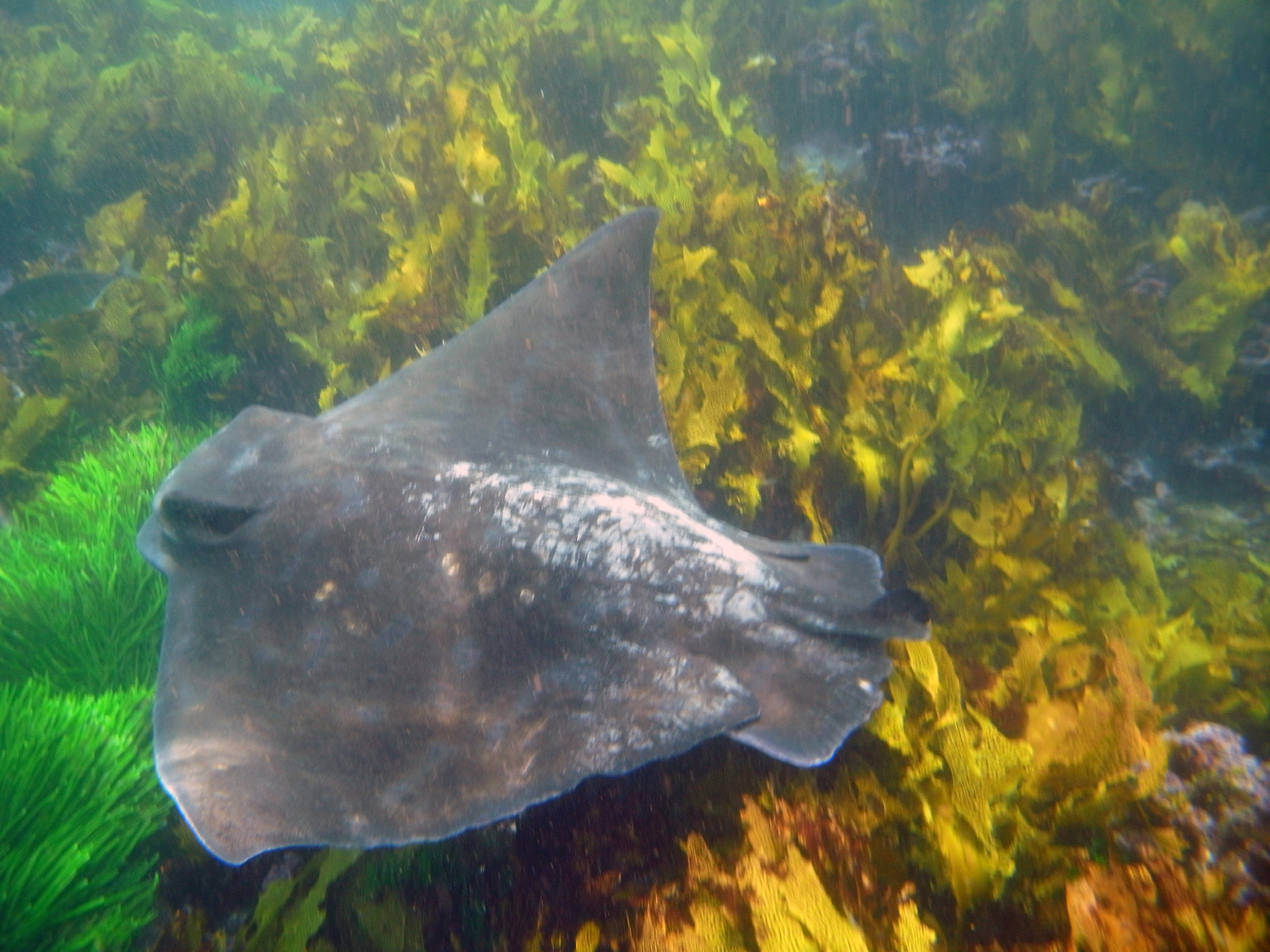
Myliobatis tenuicaudatus

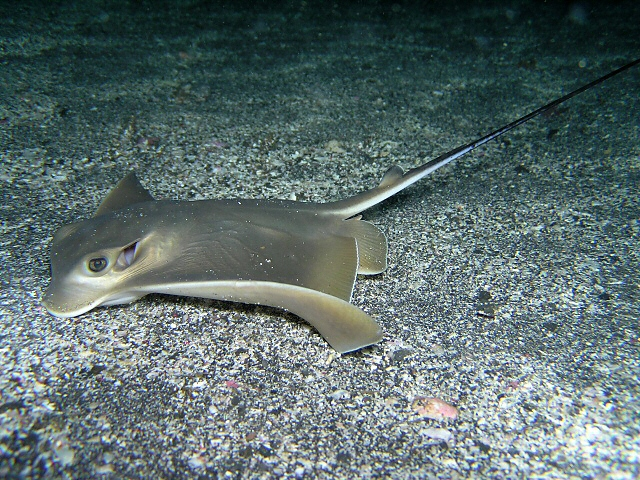
Myliobatis tobijei

- Gattung Myliobatis Cuvier, 1816

Die Brustflossen sind durch einen unterhalb der Augen verlaufenden Grat mit der Schnauze verbunden. An ihrem Hinterrand hat die Rückenflosse keine freistehende Spitze. An der Schwanzbasis hinter der Rückenflosse befindet sich ein Giftstachel.
- Gewöhnlicher Adlerrochen (Myliobatis aquila (Linnaeus, 1758))
- Kalifornischer Adlerrochen (Myliobatis californica Gill, 1865)
- Myliobatis chilensis Philippi, 1893
- Myliobatis freminvillii Lesueur, 1824
- Myliobatis goodei Garman, 1885
- Myliobatis hamlyni Ogilby, 1911
- Myliobatis longirostris Applegate & Fitch, 1964
- Myliobatis peruvianus Garman, 1913
- Myliobatis ridens Ruocco, Lucifora et al. 2012
- Myliobatis tenuicaudatus Hector, 1877
- Myliobatis tobijei Bleeker, 1854

## Systematik
Die Familie Myliobatidae wurde im Jahr 1838 durch den französischen Zoologen Charles Lucien Jules Laurent Bonaparte eingeführt. Mit Aetomylaeus und Myliobatis gehören nur noch zwei Gattungen in die Familie. Eine weitere Gattung, Aetobatus, wird seit Mitte 2016 in einer eigenen, monogenerischen Familie geführt, den Aetobatidae, und auch die Teufelsrochen (Mobulidae) und Kuhnasenrochen (Rhinopteridae), die bis vor kurzem noch als Unterfamilien der Myliobatidae geführt wurden, bilden heute eigenständige Familien.